# Louis Dupree
Professor Louis Dupree (Greenville, 23 augustus 1925 – Durham,  21 maart 1989) was een Amerikaans archeoloog, antropoloog, geograaf en in het bijzonder onderzoeker van de Afghaanse cultuur en geschiedenis. Hij was de echtgenoot van Nancy Hatch Dupree, directeur van het "Afghanistan Center" aan de Universiteit van Kaboel in Afghanistan en auteur van vijf boeken over Afghanistan. Het echtpaar uit de Verenigde Staten werkte vijftien jaar lang samen in Kaboel en verzamelde zoveel mogelijk werken over Afghanistan. Ze reisden van 1962 tot de Sovjet-interventie van 1979 door het land om archeologische opgravingen uit te voeren.

## Jongere jaren en latere loopbaan
Dupree werd geboren op 23 augustus 1925 in Greenville (North Carolina). Hij verliet zijn geboorteplaats om te dienen in deTweede Wereldoorlog, waar hij zich aansloot bij de United States Merchant Navy en gestationeerd was op de Filipijnen. Aan het einde van de oorlog besloot hij over te stappen naar de 11e Airborne Divisie van het Amerikaanse leger. Na de oorlog begon hij Aziatische archeologie en etnologiestudies aan de Harvard-universiteit. Nadat hij zijn BA-, MA- en PhD-diploma had behaald, wilde hij aanvankelijk terugkeren naar de Filipijnen voor onderzoeksdoeleinden, maar hij werd in 1949 uitgenodigd voor een archeologisch onderzoek in Afghanistan. Na de Saur-revolutie van april 1978 in Afghanistan werd Dupree gearresteerd en het land uitgezet. Hij verhuisde terug naar de Verenigde Staten, maar bezocht vaak het naburige Pakistan om de Afghaanse Oorlog (1979-1989) te volgen. Hij heeft samengewerkt met de moedjahedien, die vochten tegen de door de Sovjet-Unie gesteunde regering van Afghanistan. Hij bracht tijd door in Peshawar, Pakistan, waar hij samen met zijn vrouw Afghaanse vluchtelingen hielp. Hij had eerder in Pakistan verbleven als Fulbright Scholar en als adviseur voor Afghaanse zaken bij de Amerikaanse ambassadeur in Pakistan.
Gedurende de periode 1959 - 1971 publiceerde hij talloze ´American Universities Field Staff Reports on Afghanistan. 

## Monografie ´Afghanistan´ (1973)
Jarenlang werkte Dupree aan een omvangrijke en gedetailleerde monografie over land en volk van Afghanistan (760 pag), die nog steeds als een gezaghebbend standaardwerk geldt. Dit was de eerste Engelstalige studie en tevens de eerste van een dergelijke omvang m.b.t. land en volk van Afghanistan. Eerder, in 1959, was door de Deense geograaf Johannes Humlum het Franstalige werk ´´La gêographie de l´Afghanistan´´ (421 pag.).
Dit boek bestaat uit vier gedeelten, resp. m.b.t. het land, het volk en de geschiedenis. De twee delen over de geschiedenis behandelen ¨het verleden¨ (van de prehistorie tot aam de komst van de islam en daarna de periode van het Europese imperialisme en de mislukte pogingen van zowel de Russische tsaren vanuit het noorden als van de Britten vanuit hun toenmalige kolonie India het land te veroveren) en ¨het heden¨ (d.w.z. de moderne geschiedenis van het land sinds het aantreden van koning Abdur Rahman Khan in 1880 tot aan het begin van de constitutionele periode)) Het historisch overzicht in het tweede gedeelte van het boek eindigt bij het aantreden van het kabinet van premier Dr.Abdul Zahir op 26 juli 1971.
Duprees algemeen als een gezaghebbend standaardwerk erkend boek werd door hem opgezet in vier delen: 1. het land (geografische zones, waterloopgebieden, planten, dieren, klimaat), 2. het volk (etnische groepen, taal, de over het land verspreide vestigingsplaatsen van diverse bevolkingsgroepen, ceremonieën), 3. het verleden (aan de hand van archeologisch en historisch bewijsmateriaal vanaf de prehistorie tot aan de 19e eeuw) en 4. het heden (het begin van het hedendaagse Afghanistan en de pogingen tot het doorvoeren van moderniseringen en de sociale en politieke ontwikkelingen sinds eind 19e eeuw tot de jaren 70 van de 20e eeuw).

## Staatsgreep in 1973
Toen Duprees werk de voltooiing naderde, vond in 1973 (volgens de Afghaanse jaartelling 1352) in Afghanistan een staatsgreep plaats, die ingrijpende veranderingen inluidde. Deze staatsgreep op 17 juli 1973 resulteerde in de oprichting van de Republiek Afghanistan met een eenpartijstelsel onder leiding van Daoed Khan. Na de staatsgreep schreef Dupree een epiloog waarin hij aandacht besteedde aan de gevolgen van de veranderingen in de regeringsvorm en de mogelijke gevolgen daarvan op zowel de binnenlandse situatie als de internationale betrekkingen en de toekomst van het land bezien in het licht van de veranderingen na juli 1973, nadat in het land reeds in 1964 onder de toenmalige koning diverse moderniseringen hadden plaatsgevonden.
Louis Gupree en zijn echtgenote Nancy werden na de staatsgreep het land uitgezet. Hij gold nog lange tijd als de kenner bij uitstek, die tot aan zijn dood het verloop van de daarop volgende oorlog van deskundig commentaar voorzag. Dupree overleed op 21 maart 1989.

## Overlijden
Dupree stierf op 21 maart 1989 aan longkanker in het Duke University Hospital in Durham, North Carolina, slechts een maand nadat de laatste Sovjet-troepen zich terugtrokken uit Afghanistan.

## Publicaties
- Afghanistan, Princeton Uniersity Press, Princeton, New Jersey (1973)
- An Historical Guide to Afghanistan (1972)
- An Historical Guide to Kabul
- A Guide to the National Museum